# Toirão-malgaxe

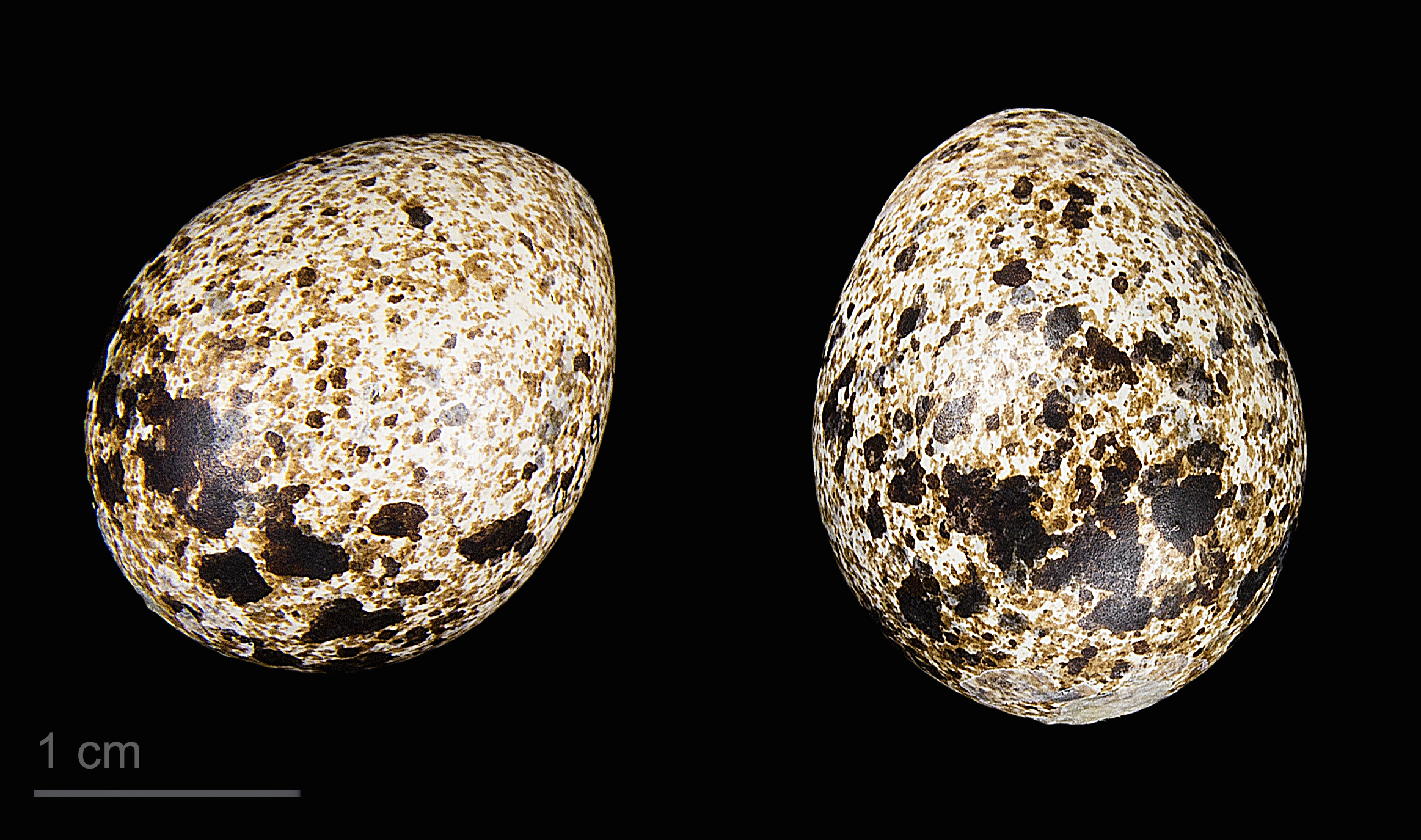
Turnix nigricollis - MHNT

O toirão-malgaxe (Turnix nigricollis) é uma espécie de ave da família Turnicidae.
É endémica de Madagáscar.